# Sifonogàmia
La sifonogàmia és un tipus de fecundació vegetal simple (en gimnospermes) o doble (en angiospermes) que implica la presència d'un tub pol·línic a través del qual passa el pol·len al sac embrionari. Representa una manera d'adaptació al medi terrestre, donat que el gàmetes masculins mai són alliberats al medi extern.

## Procés de fecundació
El tub pol·línic porta el gàmeta masculí fins a l'ovocèl·lula, encara que les gimnospermes més antigues (com el Ginkgo) presenten zoidiogàmia. Després d'això el pol·len dona lloc a dos espermatozoides, que neden fins a fecundar l'ovocèl·lula. És una fecundació simple: el gàmeta masculí fecunda només el gàmeta femení formant un zigot 2n (diploide); la resta del teixit, amb l'endosperm o teixit nutritiu és n (haploide). En les angiospermes, en canvi, la fecundació és doble: un altre gàmeta masculí fecunda l'endosperm.